# Tang Qianting
Tang Qianting (Xangai, 14 de março de 2004) é uma nadadora chinesa.

## Carreira
Em seus primeiros anos, ela estudou natação na Escola de Natação do Distrito de Changning e estudou na Universidade Jiao Tong de Xangai. Ela venceu o campeonato feminino de nado peito de 100 metros no Campeonato Mundial de Natação em Pista Curta de 2021. Ela também participou dos 100 metros peito feminino e do revezamento medley 4x100 metros feminino nos Jogos Olímpicos de Verão de 2020.
Em 13 de fevereiro de 2024, Tang Qianting conquistou a medalha de ouro na final dos 100 metros peito feminino no Campeonato Mundial de Natação em Doha, vencendo o primeiro campeonato mundial de sua carreira. No dia 19 de fevereiro, Tang Qianting conquistou a medalha de prata nos 50 metros peito feminino com o tempo de 29,51 segundos.
Em 20 de abril de 2024, Tang Qianting nadou o tempo de 1m04s68 nas semifinais dos 100 metros peito feminino do Campeonato Nacional de Natação de 2024 e das seletivas olímpicas de Paris. Este resultado estabeleceu um recorde asiático.